# هربرت وايز
هربرت وايز (بالألمانية: Herbert Wise)‏ هو منتج أفلام ومنتج تلفزيوني ومخرج نمساوي، ولد في 31 أغسطس 1924 في فيينا في النمسا، وتوفي في 5 أغسطس 2015 في لندن في المملكة المتحدة.

## وصلات خارجية
- هربرت وايز على موقع IMDb (الإنجليزية)
- هربرت وايز على موقع ألو سيني (الفرنسية)
- هربرت وايز على موقع أول موفي (الإنجليزية)
- هربرت وايز على موقع قاعدة بيانات الأفلام السويدية (السويدية)
- هربرت وايز على موقع قاعدة بيانات الفيلم (الإنجليزية)
- هربرت وايز على موقع كينوبويسك (الروسية)